# Iglesia de la Asunción (Osa de la Vega)
La iglesia parroquial de Nuestra Señora de la Asunción es un templo católico del municipio conquense de Osa de la Vega (España). De estilo gótico, con elementos renacentistas, fue construida entre los siglos XV y XVII y está dedicada a la Asunción de María.
La portada está resguardada con un arco triunfal saliente.
Tiene planta rectangular, con dos cuadrados divididos en cuatro tramos. Sus tres naves se encuentran separadas por columnas de basa y fuste cilíndrico, y cuenta con una bóveda de crucería.
La cabecera de la iglesia tiene una bóveda estrellada. En el altar mayor se puede observar un retablo plateresco de madera policromada del siglo XVI, de Matías Fernández. En la sacristía se encuentra un retablo barroco de inicios del siglo XVII. Cuenta con una sillería rococó bien conservada en la parte del coro.
Destaca la capilla lateral dedicada al Santo Rostro o Santa Faz, con planta de cruz griega, y con cúpula de media naranja sobre pechinas de arranque modulado. Su retablo, con un lienzo de la Santa Faz, es renacentista. En diciembre de 2014, la Cofradía del Santísimo Rostro de Jesús donó unos bancos de madera para la capilla, de los que carecía.
Durante la guerra civil española fue usada como cárcel. En ese periodo fueron incautados varios de los enseres del templo, y otros fueron vendidos y subastados posteriormente para hacer frente a necesidades para el culto.

## Galería

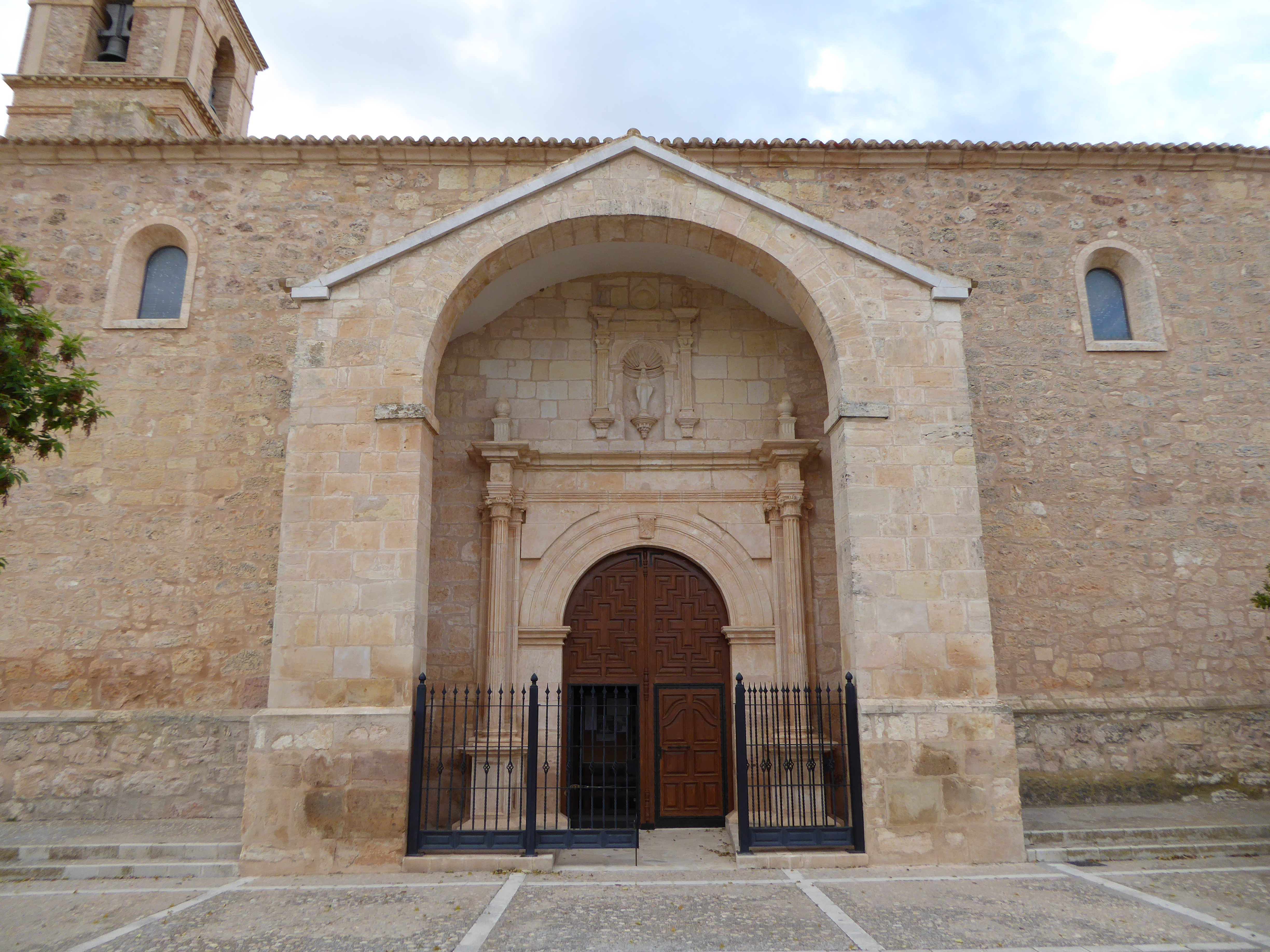
Portada principal
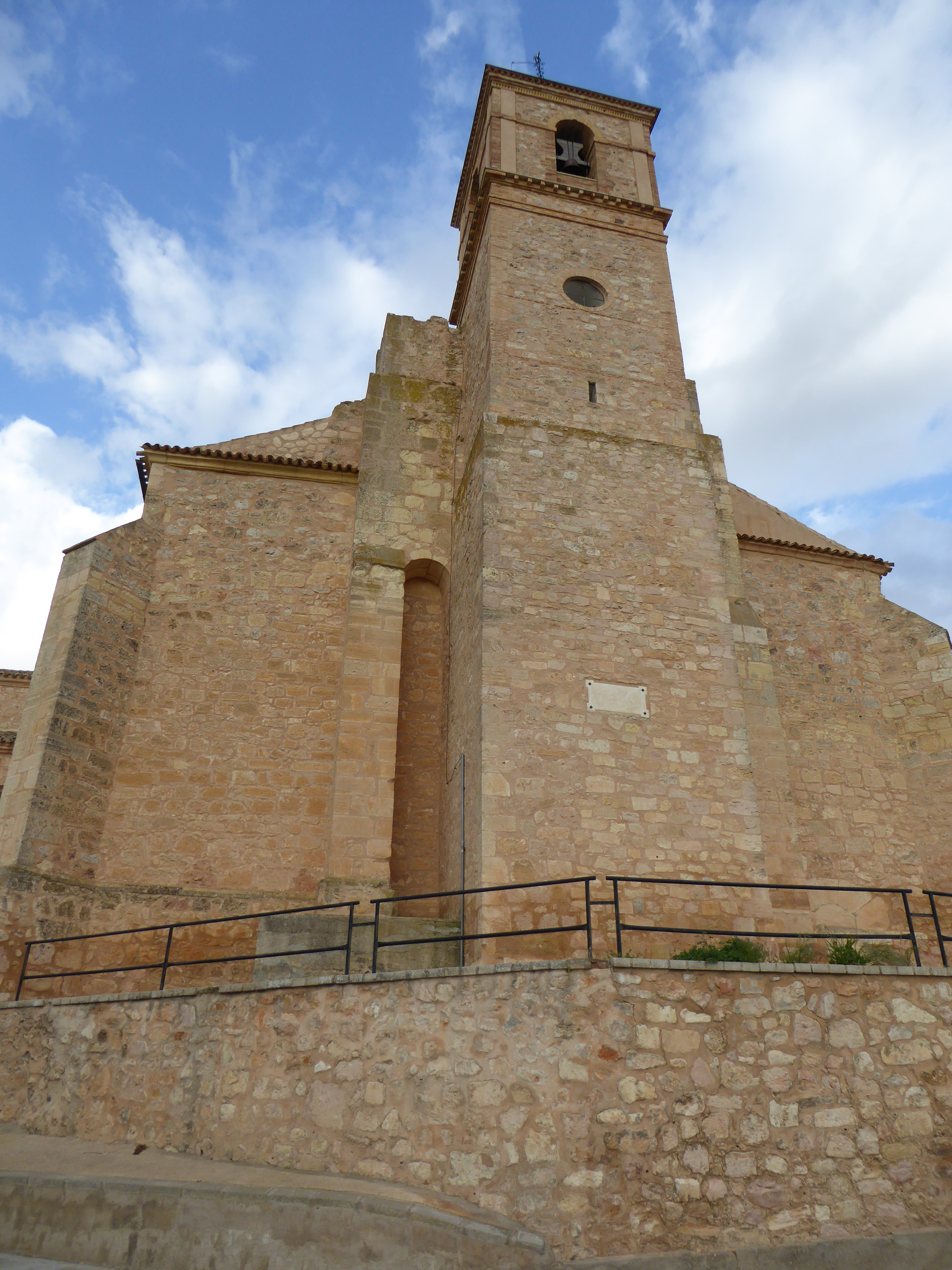
Torre campanario